# كنغر شرقي رمادي
الكنغر الشرقي الرمادي (الإسم العلمي:Macropus giganteus)، هي إحدى ثدييات الجرابيات التي تقطن في شرق وجنوب أستراليا، تبلغ قامة الكناغر الرمادية الشرقية نحو 1.5 متر عندما تستريح على فخذيها، فيما يصل طولها إلى مترين تقف على أصابع قدميها، ويمكنها أن تعدو بسرعة تبلغ حتى 55 كم في ساعة في انطلاقات قصيرة يبلغ فيها مدى وثباتها طول سيارتين متوسطتي الحجم، تعيش الكناغر في الريف الجاف المكشوف، وتقتات أساساً بالعشب وتتكاثر كلما كان مخزون الغذاء جيداً . تلد إناث الكنغر صغيراً واحداً في المرة الواحدة، يسمى ولد الكنغر يقل طول ولد الكنغر عند ولادته عن 5 سم وتكون رجلاه الأماميتان فحسب كاملتي التكوين، ويحبو بين فرو جسم امه حتى يدخل جرابها ليقضي الأشهر الستة التالية، يترك صغير الكنغر الجراب بعد ذلك لكنه يعود إليه على مدار عدة أشهر إذا تهدده خطر.
يُعتبر الكنغر الرمادي الشرقي ثاني أكبر الجرابيات والثدييات البرية في أستراليا، يبلغ وزنها في العادة 66 كيلو غرام، بينما يبلغ وزن الإناث حوالي 44 كيلو غرام، وهذا النوع من الكنغر أقل شهرة من الكنغر الأحمر خاصةً خارج أستراليا وهو يعيش في الجزء الشرقي من أستراليا، وفي شرقي ووسط كوينزلاند وفي تسمانيا. الكنغر الرمادي الشرقي يُفضل المراعي المفتوحة مع مناطق الأدغال، ويسكن في الأجزاء الأكثر رطوبة في أستراليا. ويسكن أيضاً المناطق الساحلية، والغابات، والغابات شبه الاستوائية، والغابات الجبلية.

## معرض الصور

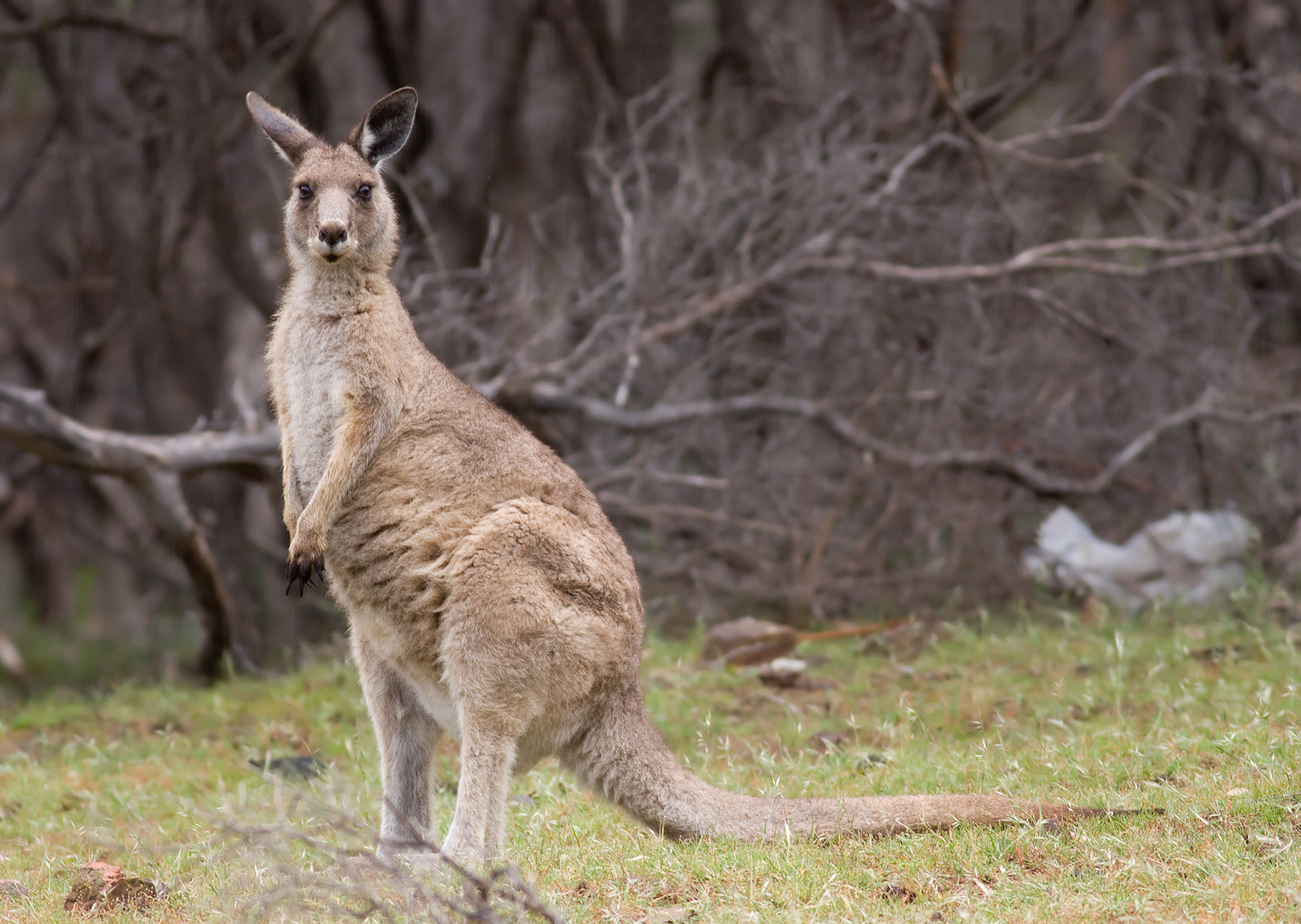
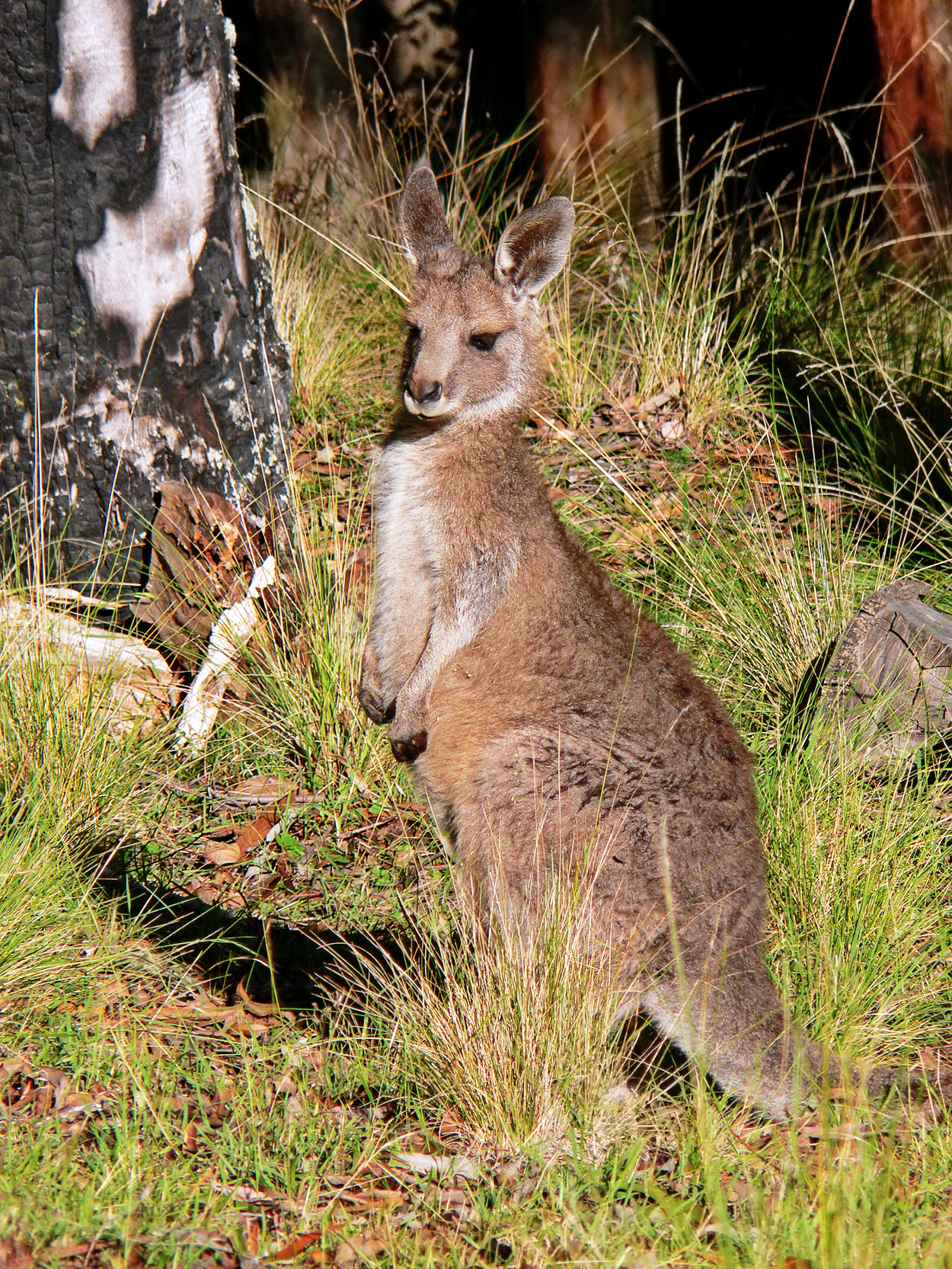
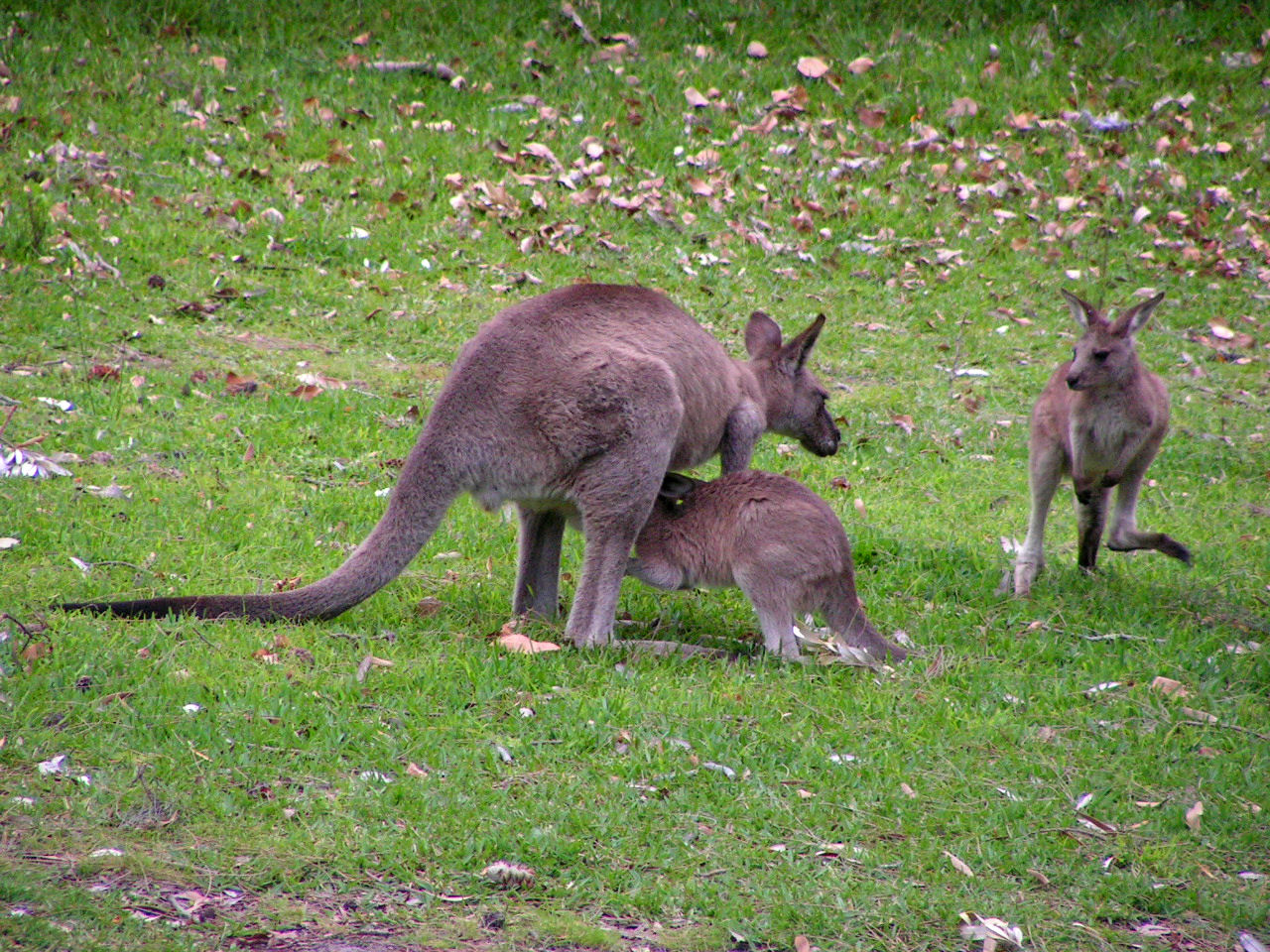
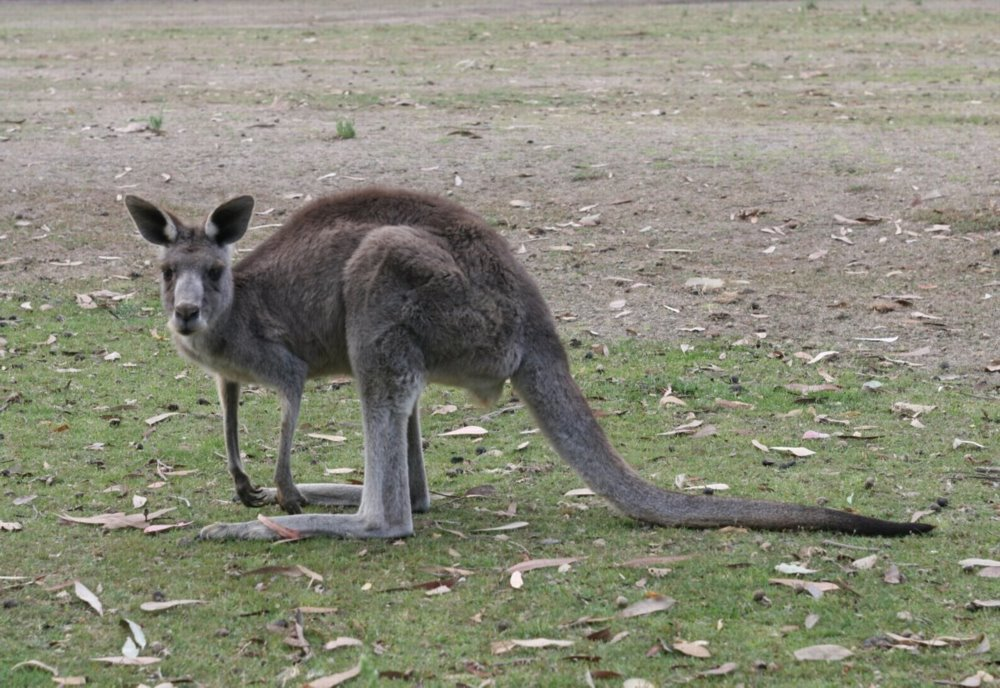
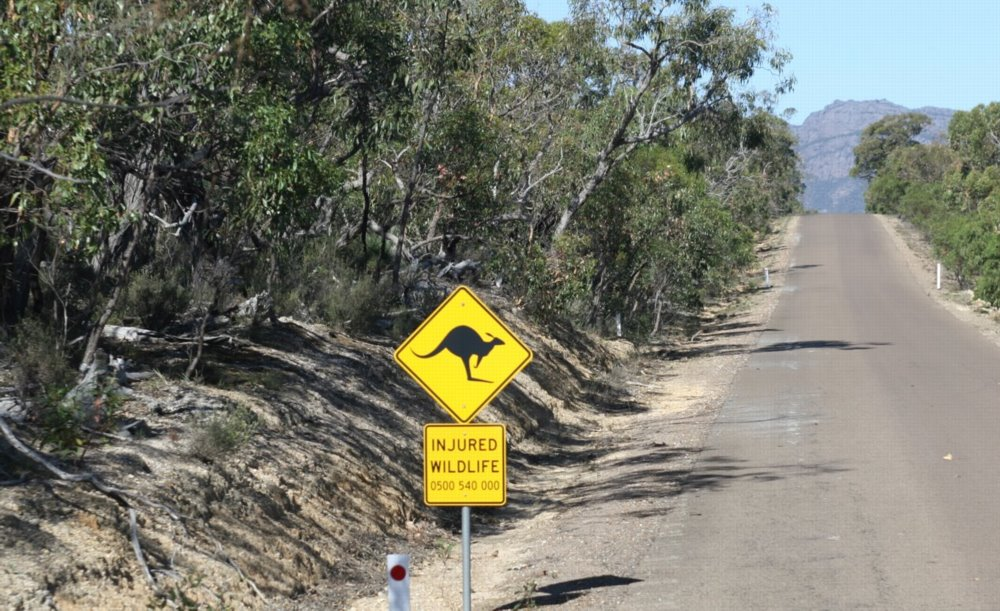
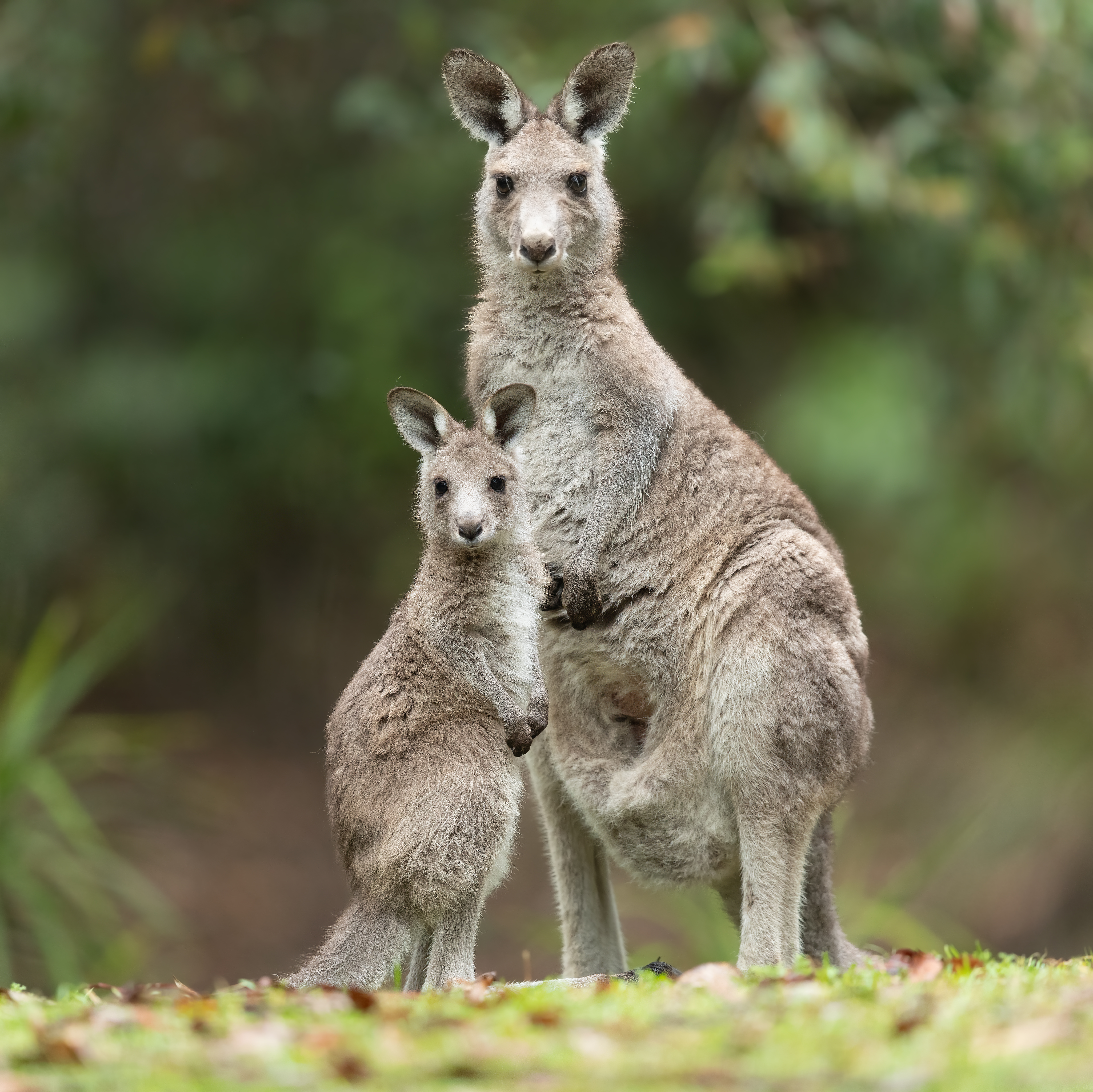